# Elopomorpha
Los elopomorfos (Elopomorpha) son un superorden de peces teleósteos, en los cuales se produce una metamorfosis de unas larvas leptocéfalas que se convierten en adultos morfológicamente muy distintos. Casi todos son marinos, con la excepción de una veintena de especies de anguilas de río (en la familia Anguilidae).
Actualmente existe controversia acerca de si este grupo es verdaderamente monofilético. Para algunos autores el hecho de que todos presenten larva leptocéfala es una característica que no debe ser considerada suficiente para que sean agrupados en el mismo taxón, haciendo necesaria una futura revisión de este superorden.

## Sistemática
Se agrupan en 5 órdenes de elopomorfos:
- Albuliformes - Peces hueso
- Anguilliformes - Anguilas
- Elopiformes - Tarpones
- Notacanthiformes - Anguilas espinosas
- Saccopharyngiformes - Peces abisales con forma de anguila.